# Herminio Menéndez
Herminio Menéndez Rodríguez (ur. 20 grudnia 1953 w Candás) – hiszpański kajakarz. Trzykrotny medalista olimpijski.
Brał udział w czterech igrzyskach (IO 72, IO 76, IO 80, IO 84). W 1976 zajął drugie miejsce w kajakowych czwórkach na dystansie 1000 metrów, osadę hiszpańską tworzyli również José María Esteban Celorrio, Luis Gregorio Ramos Misioné i José Ramón López Díaz-Flor. W 1980 był trzeci w dwójce na tym dystansie, wspólnie z Ramosem Misioné (Hiszpanie w 1980 startowali pod flagą olimpijską) i drugi na dystansie 500 metrów (z Guillermo del Riego). Był wielokrotnym medalistą mistrzostw świata – zdobył m.in. złoto w 1975 w czwórce na dystansie 1000 metrów.